# Twierdza Przemyśl

Twierdza Przemyśl

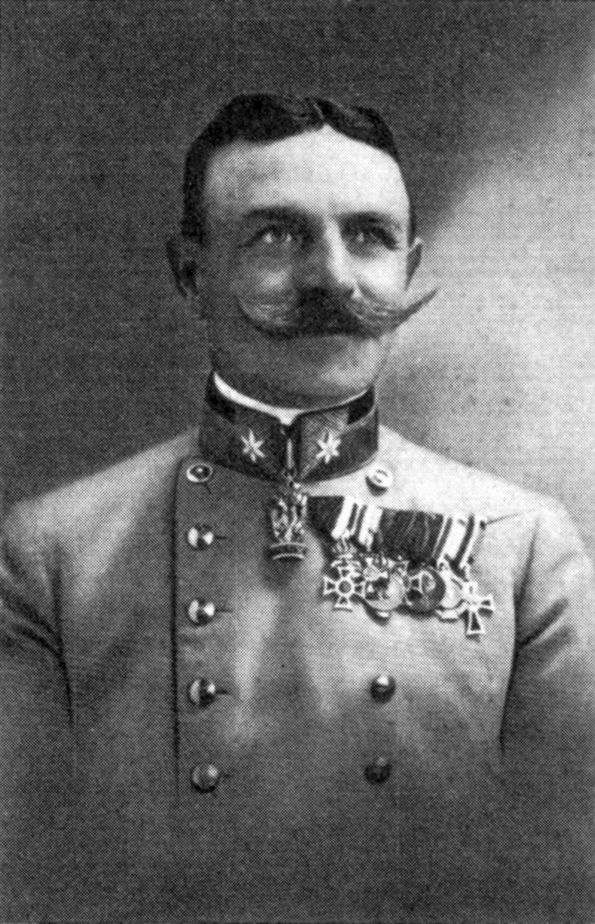
Hermann Kusmanek von Burgneustädten, dowódca Twierdzy Przemyśl

Twierdza Przemyśl – zespół obiektów obronnych, znajdujący się w mieście Przemyśl, w południowo-wschodniej Polsce, w województwie podkarpackim, a także to miasto otaczających. Jest to jedna z 200 wielkich fortyfikacji stałych istniejących w Europie w 1914 roku oraz trzecia co do wielkości twierdza (po Antwerpii i Verdun).
Jej budowę rozpoczęto w latach wojny krymskiej (1853–1856), gdy stosunki między Rosją a Austrią uległy znacznemu pogorszeniu, a nowa wojna była nieunikniona. Głównym celem twierdzy miała być obrona Bramy Przemyskiej na styku Kotliny Sandomierskiej i Karpat, którą od stuleci wiódł szlak handlowy z Polski i Rusi na Węgry. Jej znaczenie dodatkowo wzrosło, gdy pod koniec XIX wieku Przemyśl stał się ważnym węzłem kolejowym i drogowym na trasie z Wiednia do Lwowa. Twierdza wyróżnia się aż trzema oblężeniami (rzeczy niespotykanej w dotychczasowej historii wojen) oraz najdłuższym okresem oblężenia w oderwaniu od stałego rodzimego frontu (173 dni). Więcej wytrzymały jedynie francuska twierdza Verdun oraz carska, niezdobyta Twierdza Osowiec (203 dni), które jednak nigdy nie walczyły w całkowitym okrążeniu.
Po I wojnie światowej twierdza nie odegrała już ważniejszej roli, z czasem ulegając dewastacji. Jest ona obecnie ważnym zabytkiem południowo-wschodniej Polski.

## Budowa twierdzy

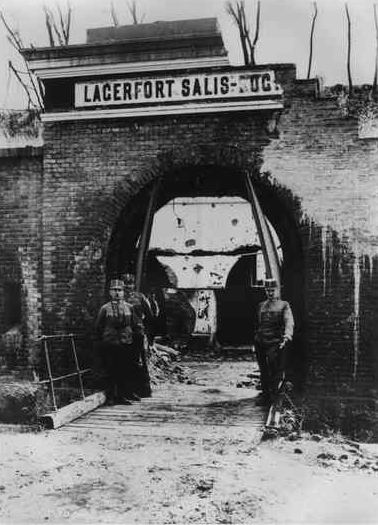
Fort I „Salis Soglio” w 1915 r.

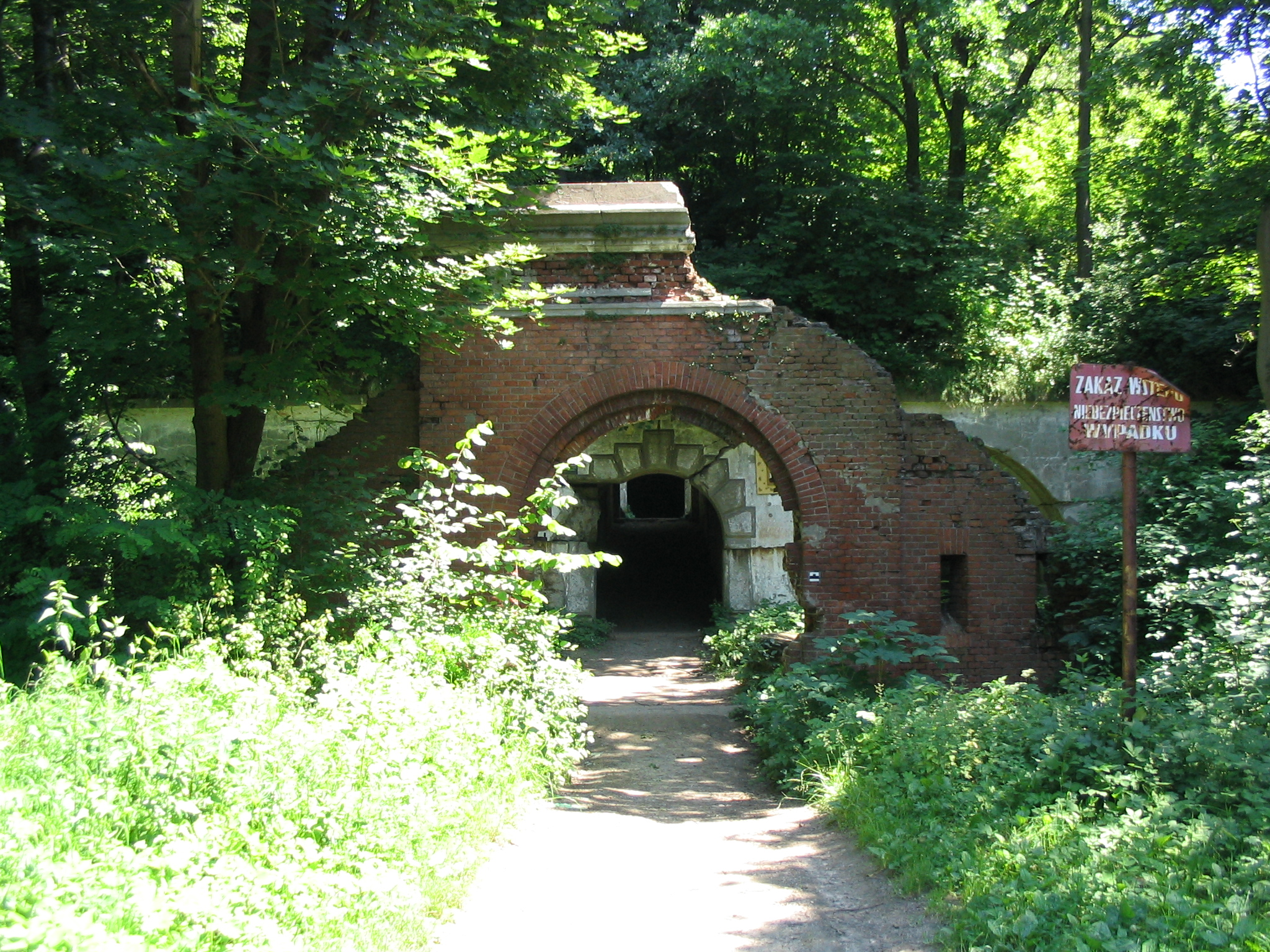
Fort I „Salis Soglio” dziś

W 1772 r., kiedy dokonano I rozbioru Polski, Galicja dostała się pod panowanie Cesarstwa Austriackiego. Obszar ten, nazwany odtąd Królestwem Galicji i Lodomerii, stał się ważny ze względów politycznych i militarnych. Pogarszające się stosunki między Austrią i Rosją, w szczególności po wojnie krymskiej, wymusiły rozpoczęcie fortyfikacji austriackich miast.
Po aneksji Galicji, Rada Wojenna Dworu powołała Państwową Komisję Fortyfikacyjną, która wyznaczyła grupę oficerów w celu odnalezienia najlepszego miejsca do budowy twierdzy. Pod uwagę brano takie miejscowości jak Stryj, Lwów, Andrychów, Zaleszczyki i Przemyśl. Przemyśl, który w tych latach był małym 10-tysięcznym miasteczkiem, nie był uważany za najlepszego kandydata do budowy twierdzy, która mogła w przyszłości zaważyć o losach cesarstwa. Jednakże to miasteczko zostało poparte przez majora sztabu generalnego, kwatermistrza Emmerlicha Blagojeviča, który widział doskonałą możliwość do ufortyfikowania Przemyśla po obu brzegach rzeki San, jako głównego placu zaporowego w Galicji do obrony szlaków węgierskich. Wkrótce kandydatura Przemyśla została poparta przez arcyksięcia Karola oraz generalnego dyrektora inżynierii arcyksięcia Jana, który uznał Przemyśl za miejsce łączące cztery główne szlaki komunikacyjne, nie leżące wprawdzie na strategicznie ważnym punkcie. Jednak z przyczyn politycznych – jeśli nie chce się oddać tej prowincji i mieć mocną pozycję – proponuje się ufortyfikować go. W ten sposób doszło do przedstawienia propozycji budowy twierdzy w Przemyślu cesarzowi Franciszkowi Józefowi, który już w 1871 podjął decyzję o rozpoczęciu prac budowlanych.
Projekt budowy ukończono w 1873 r. Koszt fortyfikacji pierwotnie wyliczono na 24 miliony guldenów, a czas budowy określono na 24 lata.
Oprócz budowy samych fortów, rozpoczęto również budowę innych obiektów, które były niezbędne do utrzymania i uzbrojenia załogi fortów np. kamienice, baraki, stajnie i piekarnie. Spowodowało to gwałtowny rozwój miasta.
Pierwsze manewry w niedokończonym forcie odbyły się w latach 1892 oraz 1896. Pozwoliły one ulepszyć niektóre pozycje twierdzy. Ze względów finansowych nigdy nie ukończono w pełni projektu budowy twierdzy. W 1914 r. Przemyśl posiadał trzy linie obronne, ale z powodu braku pieniędzy tylko zewnętrzny pierścień był odpowiednio przygotowany.

## Komendanci twierdzy
- gen dyw. Antoni Werner (1885–1886)
- gen dyw. Fryderyk Pollini (1886–1890)
- gen dyw. Julian Roszkowski (1890–1897)
- gen dyw. Edward Pucherna (1898–1906)
- gen dyw. Ferdynand Siedler (1906–1909)
- gen bron. Fryderyk Solwegen (1909–1910)
- gen dyw. Jan Terkulja (1910–1911)
- gen dyw. Hermann Colard (1911–1914)
- gen dyw. Hermann Kusmanek (1914–1915)

## Stan twierdzy przed wybuchem wojny

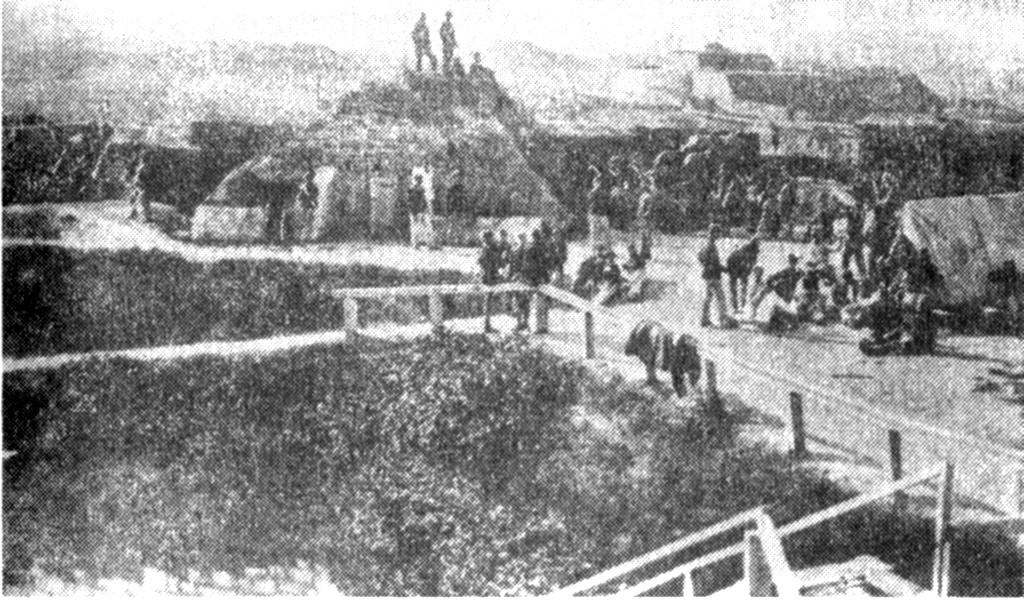
Początki budowy twierdzy – rok 1863

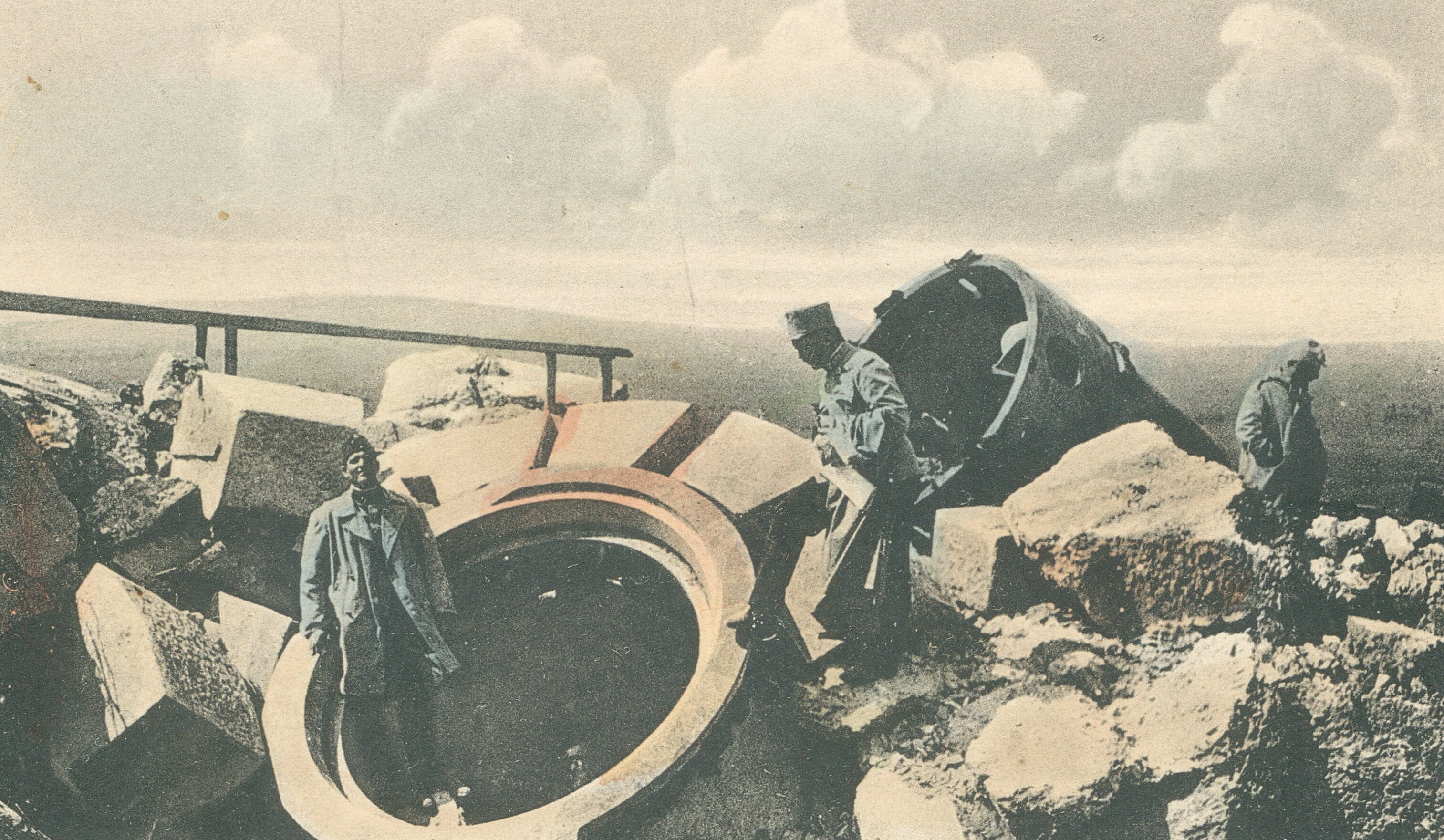
Zburzony Fort VII, 1916

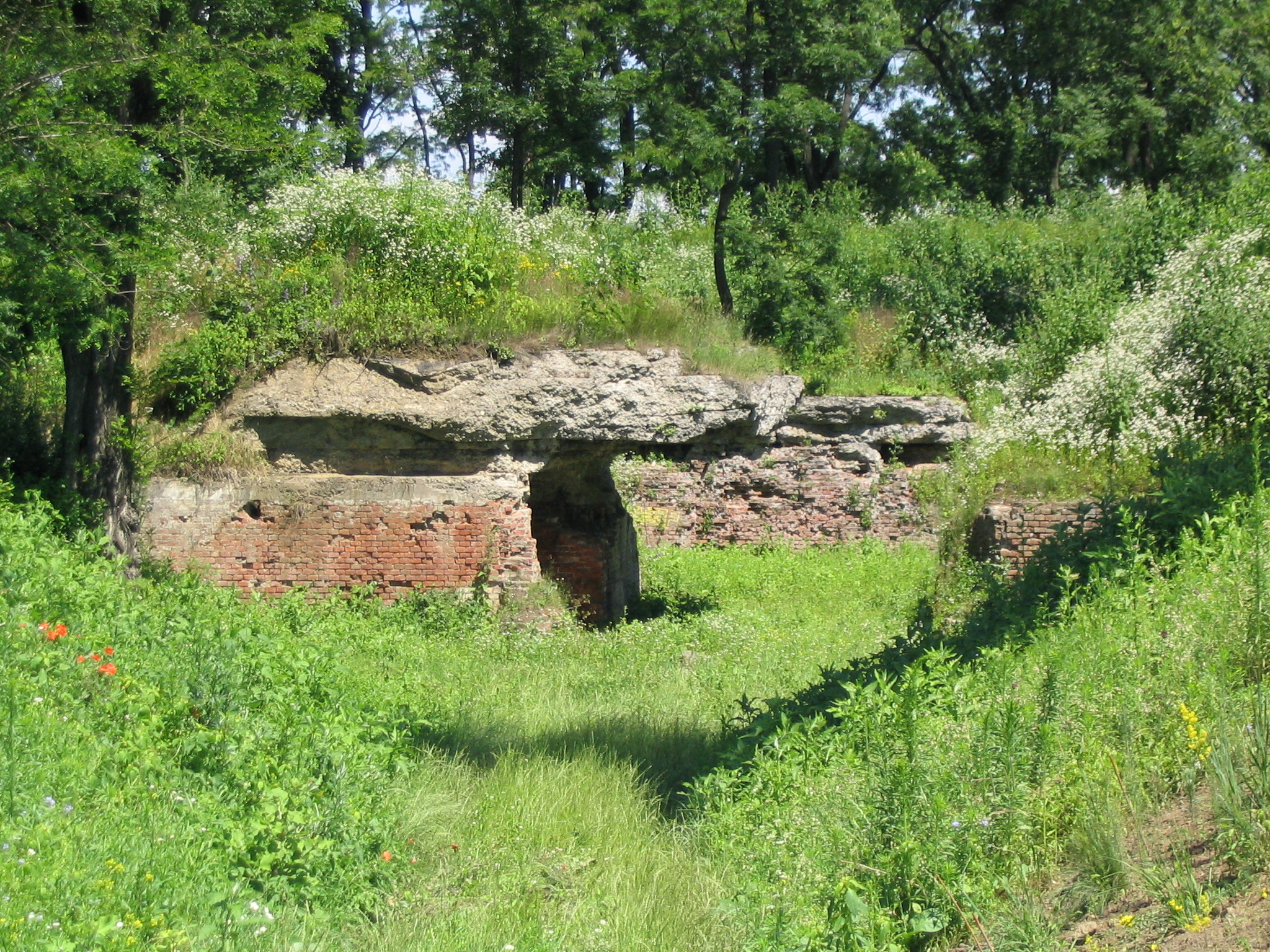
Fort XIIIb „Bolestraszyce”

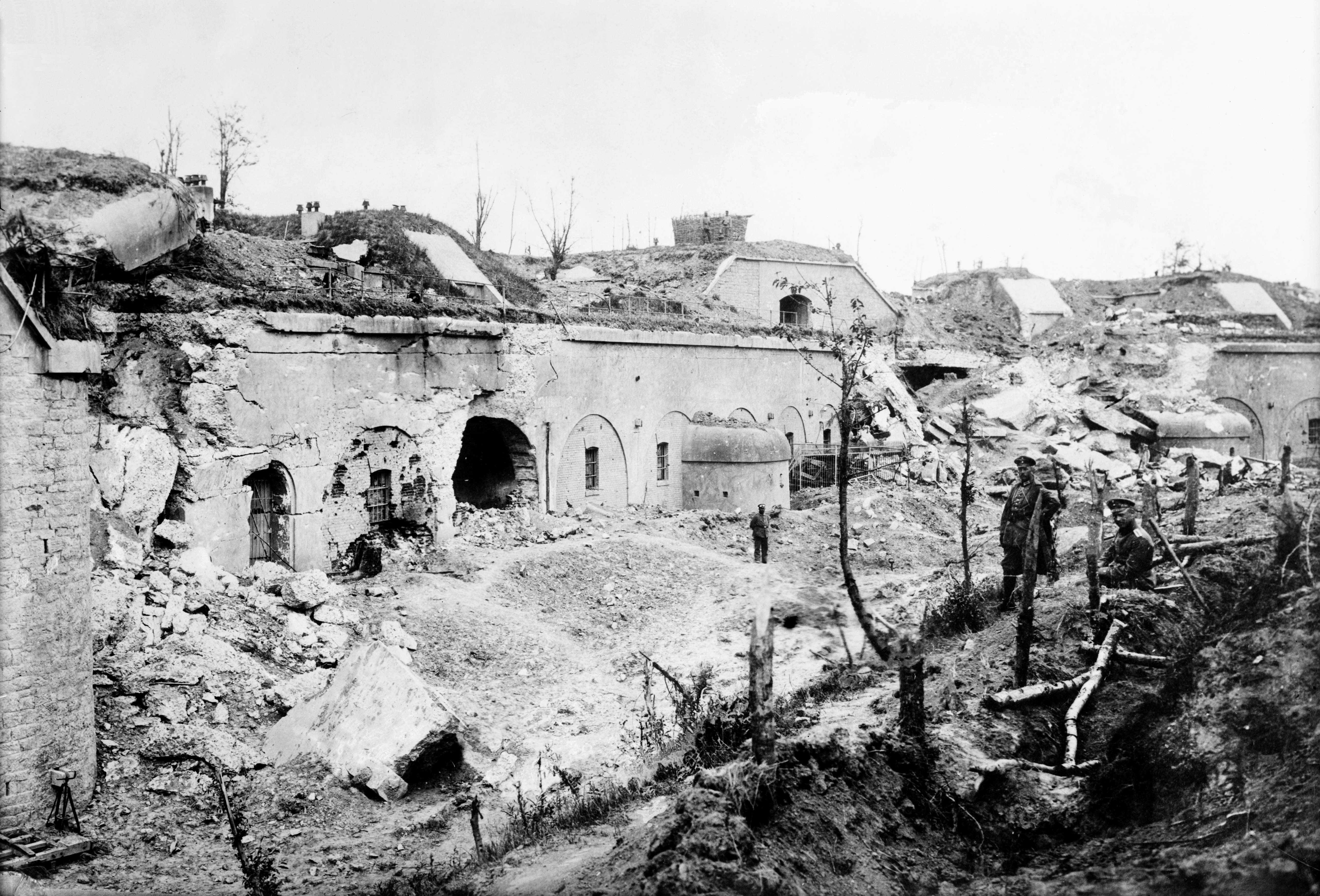
Fort X „Orzechowce” w 1915

W dniu wybuchu I wojny światowej pierścień zewnętrzny miał 45 km obwodu i składał się z 17 fortów głównych. Ponadto wybudowano 14 stałych działobitni, 2 stałe linie okopów i 2 stałe bazy dla piechoty. Wewnętrzny system obronny składał się z 21 fortów obronnych. W dniu wybuchu wojny w twierdzy stacjonował 128-tysięczny garnizon, ponadto: 14,5 tysiąca koni, 1022 działa oraz tabor liczący 4 tysiące wozów. Zdolność bojowa garnizonu oceniona była na około 75% faktycznych możliwości.
Przyczyną takiego braku przygotowania były (prócz problemów finansowych) zbyt długi cykl budowy i częste przerywanie prac budowlanych. Jako „wytrzymałe na działanie wszystkich rodzajów pocisków” uznano tylko 12 fortów, a reszta była odporna jedynie na pojedyncze uderzenia granatów.
Dodatkowym zabezpieczeniem twierdzy były zasieki, pola minowe i rowy przeciwpiechotne. Ze względu na zły stan tych zabezpieczeń, w dniach 14–18 sierpnia 1914 przy pomocy ok. 27 tysięcy robotników zaczęto usuwać braki i niedociągnięcia, dobudowując m.in. 7 dzieł pośrednich, 24 schrony, 50 km zakrytych przekopów i linii dla piechoty oraz 200 nowych działobitni. Postawiono również zasieki o łącznej długości tysiąca kilometrów oraz założono nowe pola minowe. Dodatkowo do Przemyśla dostarczono 714 armat, 52 haubice, 95 moździerzy i 72 karabiny maszynowe. Po rozpoczęciu działań wojennych stan osobowy twierdzy wzrósł do ok. 131 tysięcy osób, a liczba koni do ok. 21 tysięcy.
Załogę Twierdzy Przemyśl stanowiły: 23 Dywizja Piechoty Honvedu (dow. gen. dyw. Árpád Tamásy), 93 Brygada Piechoty Landsturmu (dow. gen. mjr Kaltenecker), 97 Brygada Piechoty Landsturmu (dow. gen. mjr Victor von Weber), 108 Brygada Piechoty Landsturmu (dow. płk Martinek), 111 Brygada Piechoty Landsturmu (dow. gen. mjr Waitzendorfer), 3 Pułk Artylerii Fortecznej Austro-Węgier. Oprócz tych jednostek w Twierdzy znajdowała się grupa w składzie 14 batalionów Landsturmu zabezpieczenia linii kolejowych, dowodzona przez gen. mjr Wilhelma Nickla von Oppavar, 3., 4., 6. i 16. pułki marszowe Honvedu oraz batalion marszowy 35 Pułku Piechoty Landwehry.
Twierdzę podzielono na 8 odcinków obronnych – 2 pierścienia wewnętrznego i 6 pierścienia zewnętrznego.
Opiekę medyczną załodze twierdzy zapewniał 3 Szpital Garnizonowy w Przemyślu. Komendantem szpitala był starszy lekarz sztabowy I klasy Paweł Jaglarz, który po zajęciu Przemyśla dostał się do rosyjskiej niewoli. Doktor Jaglarz zmarł 22 stycznia 1916 w Kokandzie.

## Oblężenia

### Pierwsze oblężenie

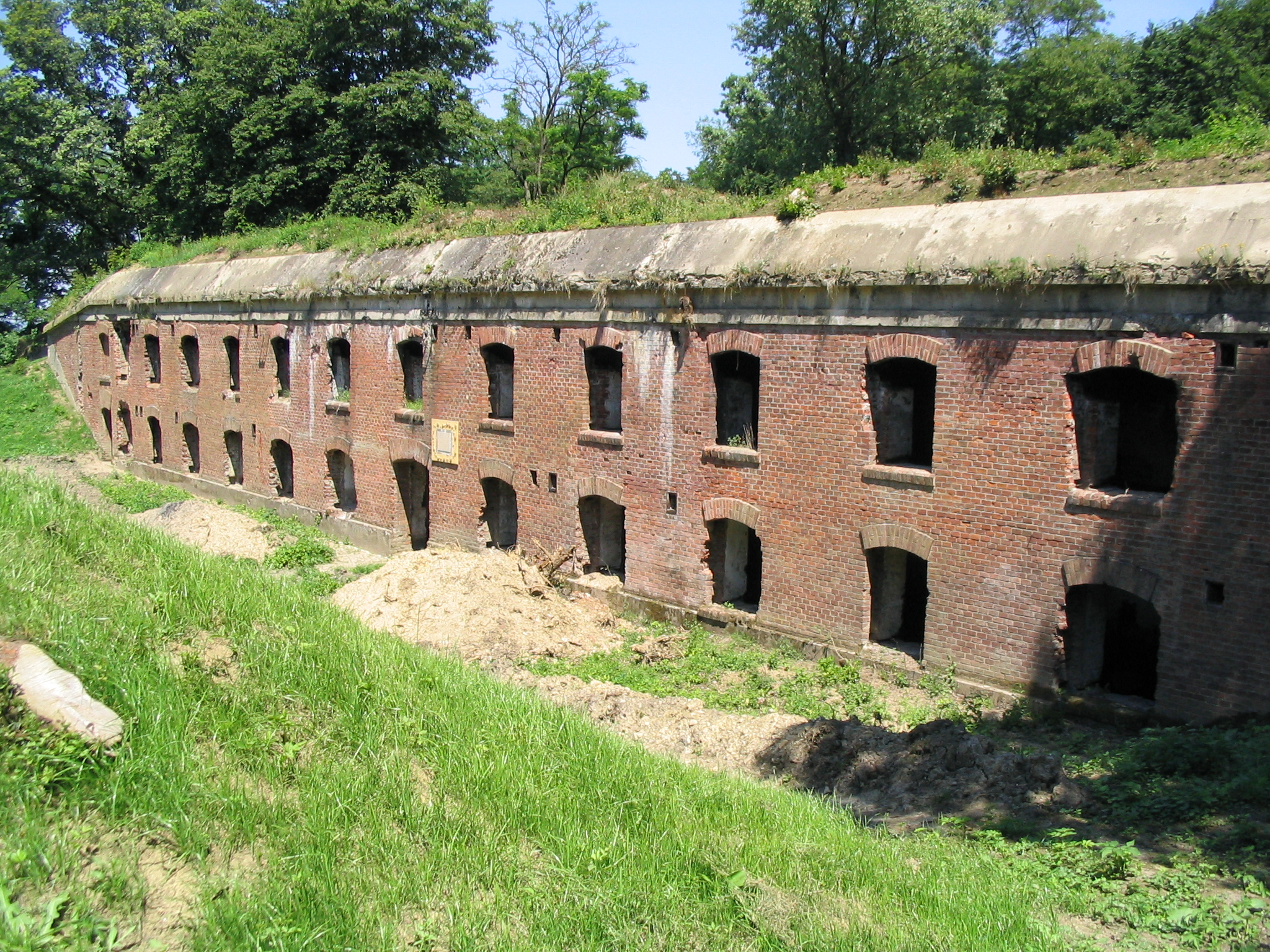
Fort XV „Borek”

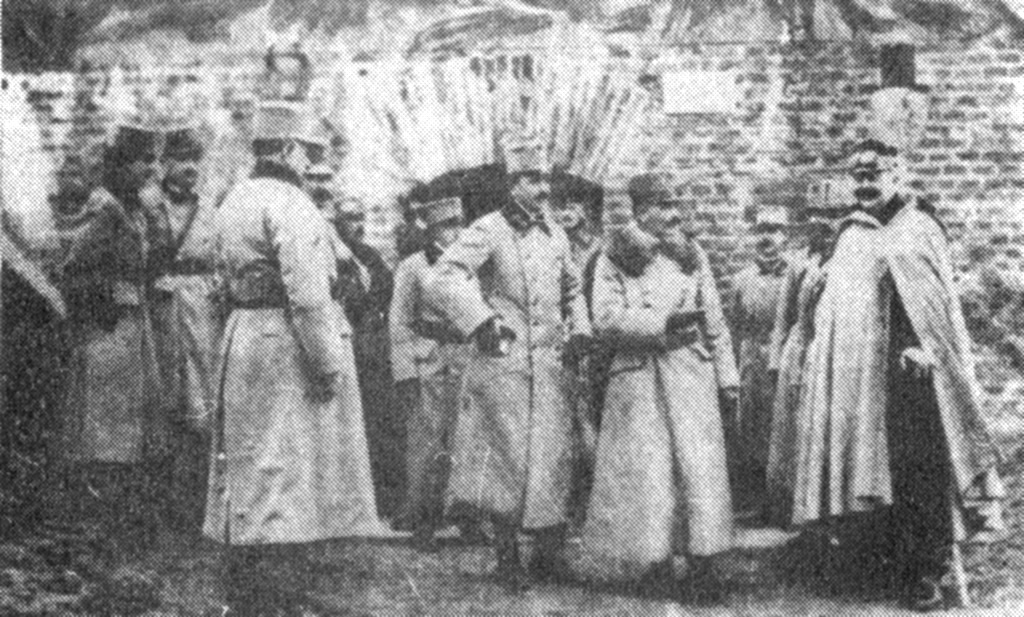
Następca tronu w twierdzy po pierwszym oblężeniu

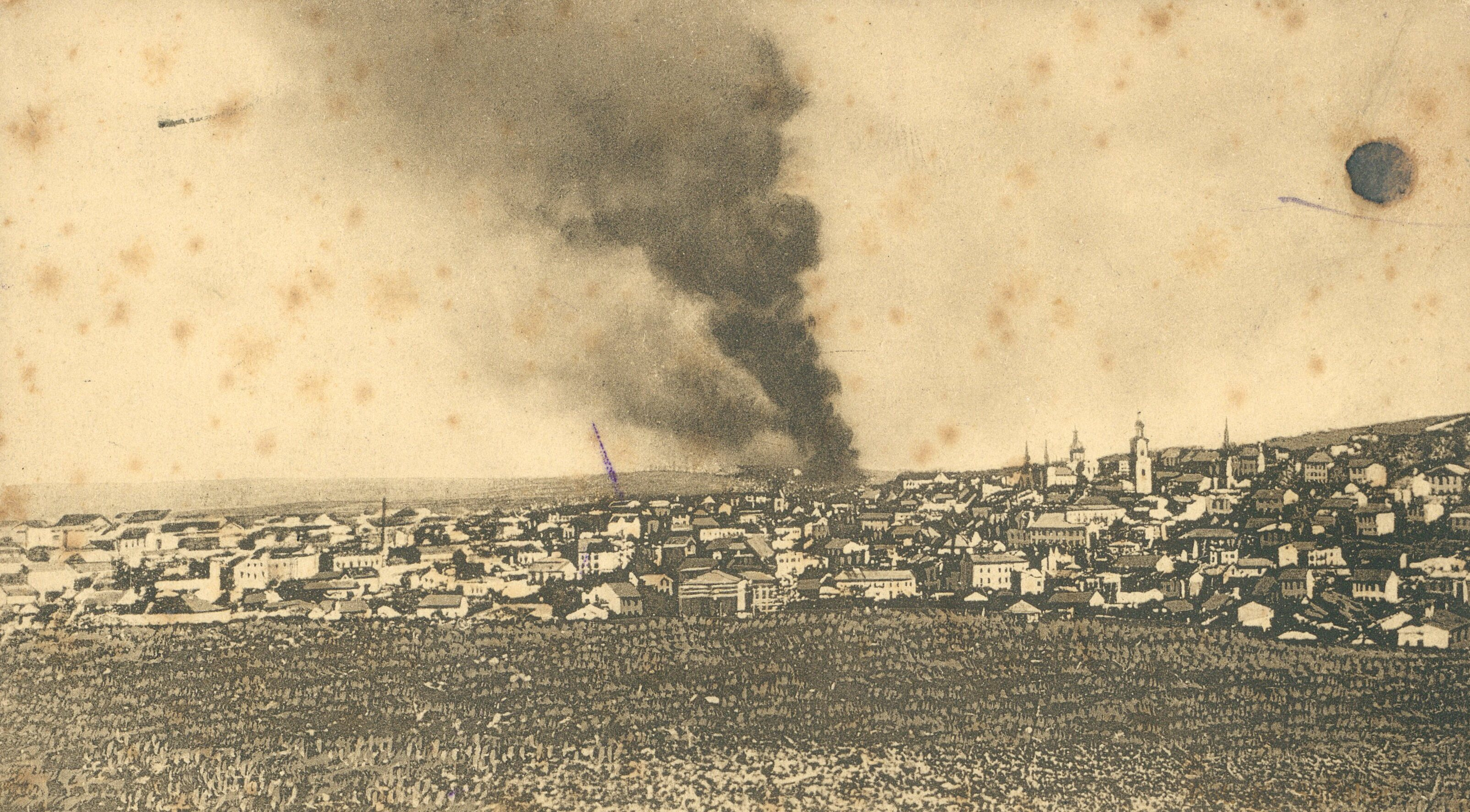
Wysadzenie magazynów z amunicją, 1915

Po przegranych bitwie pod Lwowem (6 września 1914) oraz bitwie pod Rawą Ruską (11 września), Naczelne Dowództwo Austriackie nakazało odwrót w dniu 12 września 2, 3 i 4 Armii za linię Sanu przez Przemyśl. Twierdza miała za zadanie odeprzeć rosyjskie natarcie i zabezpieczyć odwrót wojsk austriackich. Po odrzuceniu żądania poddania i kapitulacji twierdzy, wojska rosyjskie przeprowadziły szturm.
Oblężenie rozpoczęło się 17 września 1914. Wzięło w nim udział 91 800 żołnierzy rosyjskich dowodzonych przez 133 oficerów liniowych. Szturmem dowodził generał Szczerbaczow.
3 października zaatakowano wschodnią część twierdzy, czyli forty XIV „Hurko”, XV „Borek”, IV „Optyń”, I/2 „Byków”, I/3 „Pleszowice”, I/4 „Maruszka Las”, I/5 „Popowice”, I/6 „Dziewięczyce”. Nie udało się zdobyć żadnego fortu prócz I/1 „Łysiczka”, do którego Rosjanom udało się wedrzeć, ale zostali szybko otoczeni i pokonani przez obrońców twierdzy.
8 października przeprowadzono drugi szturm od strony północnej na forty Xa „Pruchnicka Droga”, XIa „Cegielnia”, XI „Duńkowiczki” i XII „Żurawica”. Rosjanom nie udało się nawet dotrzeć do linii zasieków, ponieśli zarazem ogromne straty.
Pierwsze oblężenie zakończyło się 10 października 1914 porażką wojsk rosyjskich. Straty ze strony rosyjskiej oceniono na około 10 tysięcy zabitych, rannych i zaginionych. Straty załogi twierdzy wyniosły około 313 zabitych, 1282 rannych, 290 zaginionych.

### Drugie oblężenie

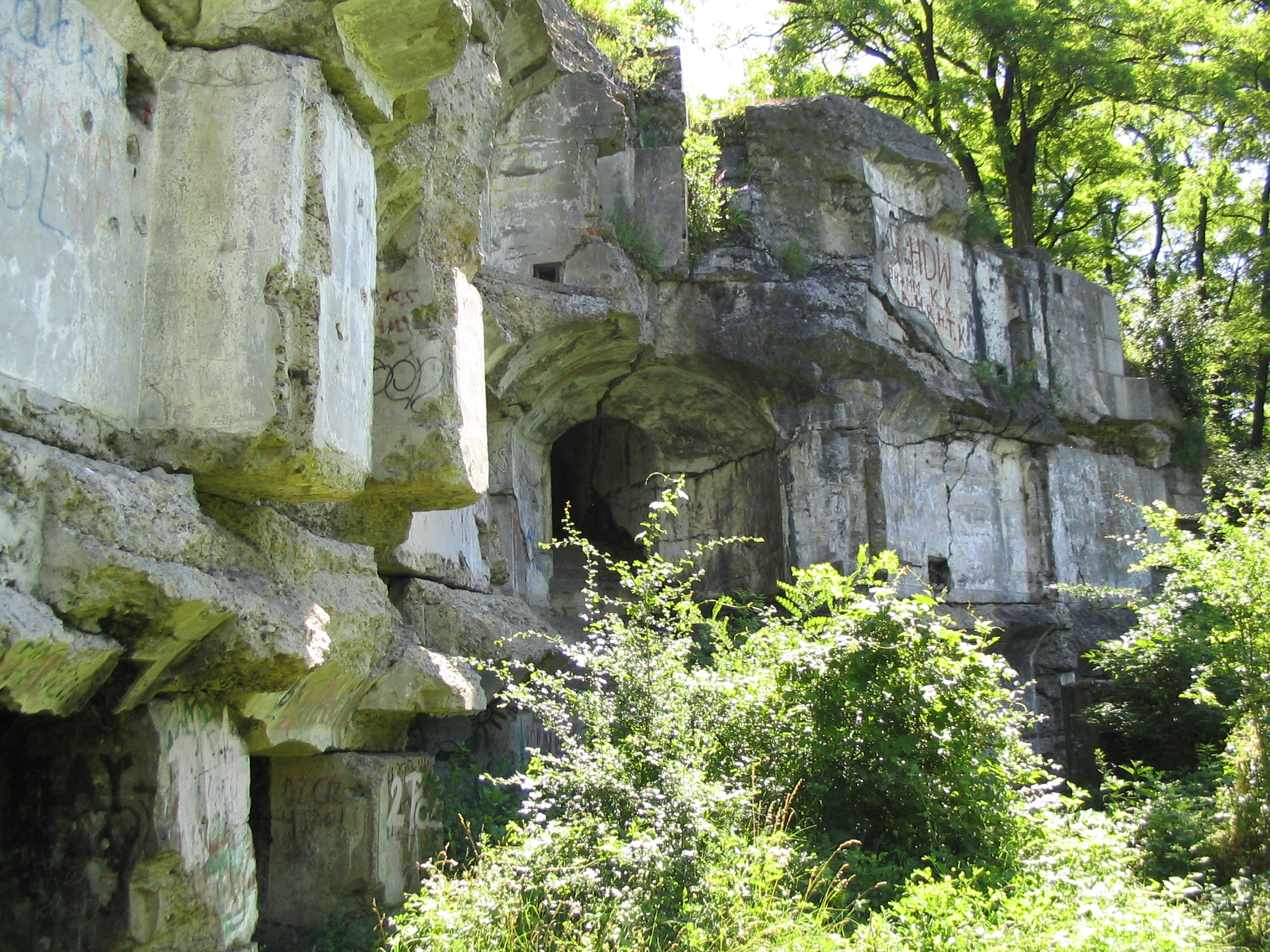
Fort XIII „San Rideau”

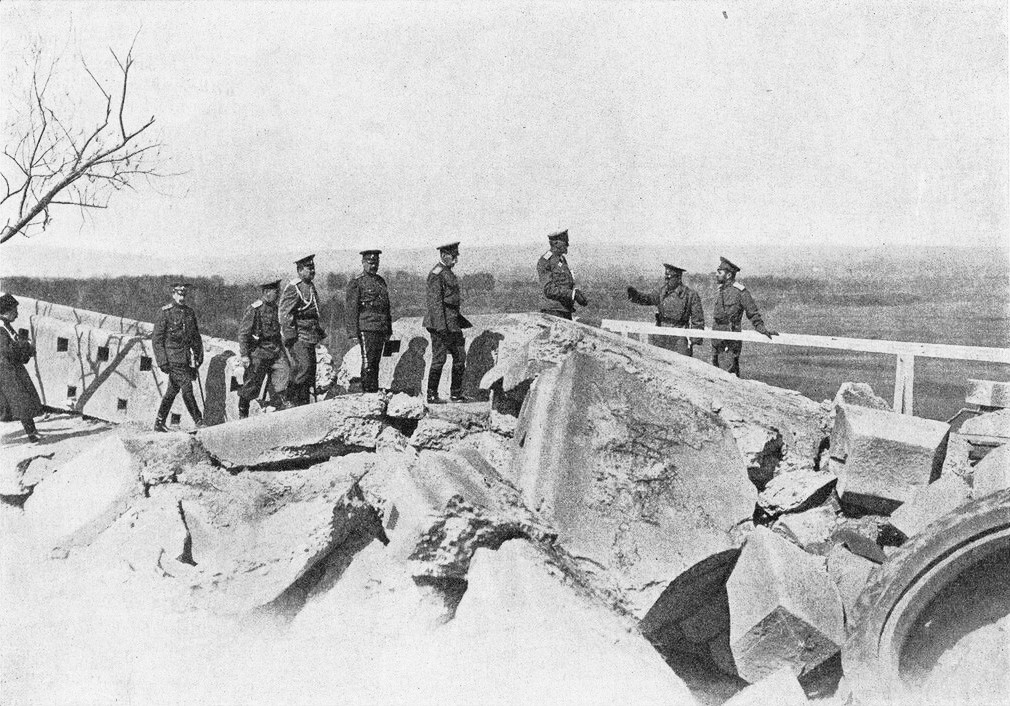
Mikołaj II w forcie nr X „Orzechowce”

Drugie oblężenie rozpoczęło się 5 listopada 1914. Tym razem nie dochodziło do bezpośrednich starć zbrojnych, lecz wojska rosyjskie otoczyły twierdzę, odcinając jednocześnie dostęp do dostaw zaopatrzenia. Sroga zima przyczyniła się do szybkiego wyczerpywania się zapasów twierdzy. Stopniowo zmniejszane racje żywnościowe zmusiły obrońców do dokonania uboju prawie 10 tysięcy koni będących na wyposażeniu. Z czasem coraz więcej żołnierzy zapadało na choroby. Zaczęto odnotowywać coraz częstsze dezercje. W dniach 17–19 marca dokonano próby przebicia się przez pierścień wroga. Próba okazała się nieudana, a straty oszacowano na 5,5 tysiąca zabitych, rannych i zaginionych. W odpowiedzi wojska rosyjskie przeprowadziły szturm ze wszystkich stron, lecz twierdzę zdołano jeszcze obronić. W wyniku coraz gorszej sytuacji obrońców, dowództwo twierdzy w porozumieniu z Naczelnym Dowództwem Armii w dniu 20 marca 1915 wydało rozkaz zniszczenia twierdzy i poddania się.
Od 18 marca zaczęto niszczyć wszelkie zapasy żywności i dobra materialne. 22 marca wysadzono w powietrze działa, forty i mosty na Sanie. 23 marca 1915 o godzinie 6 w sztabie rosyjskiej armii złożono akt kapitulacji twierdzy. Wkrótce do miasta wkroczyły wojska rosyjskie.
2 kwietnia 1915 do Przemyśla przybył car Mikołaj II w celu osobistego odwiedzenia zdobytej twierdzy oraz uhonorowania zdobywców. Każdy żołnierz otrzymał w nagrodę 5 rubli, a oficerowie zostali odznaczeni orderami.

### Trzecie oblężenie

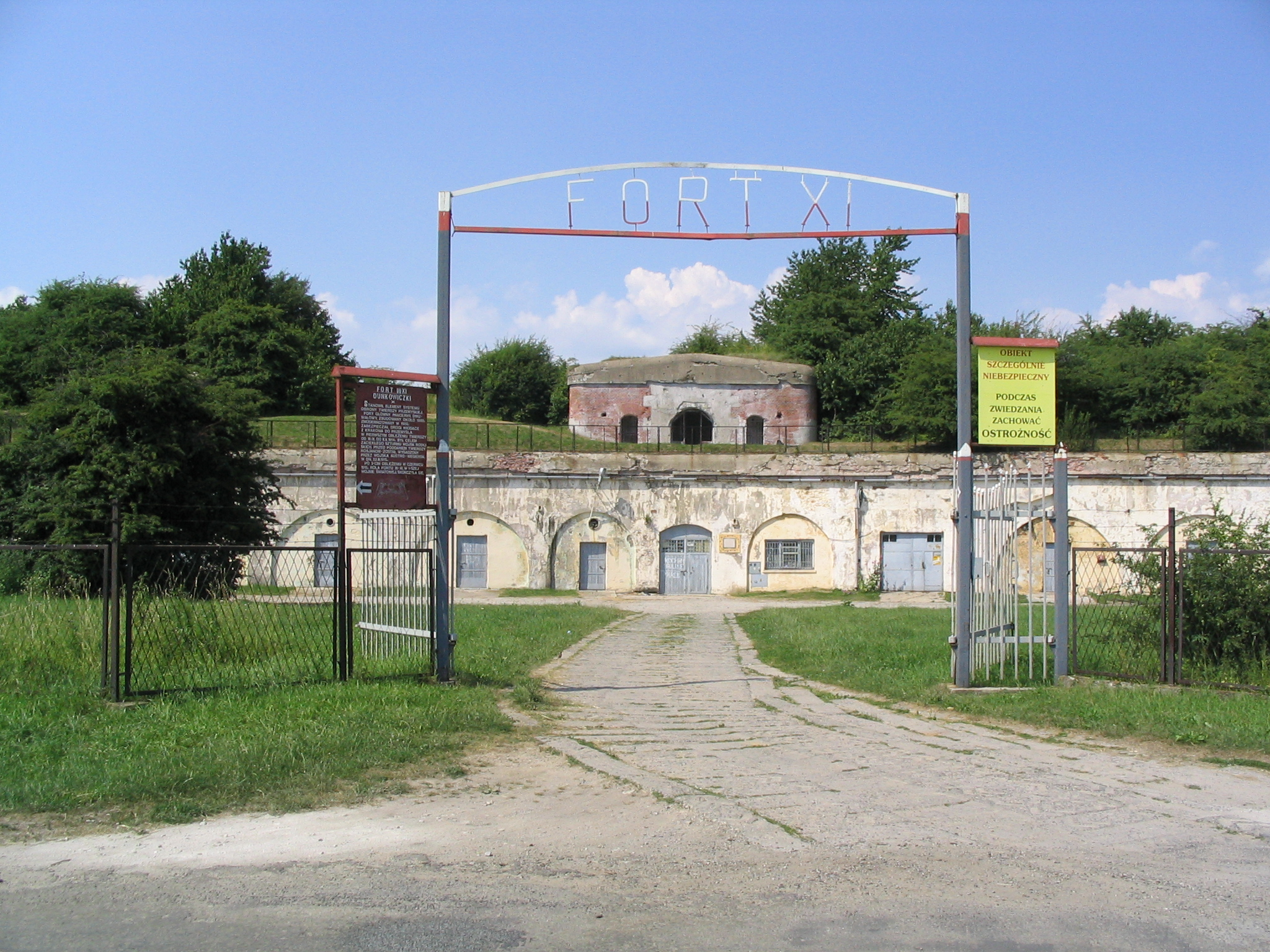
Fort XI „Duńkowiczki”

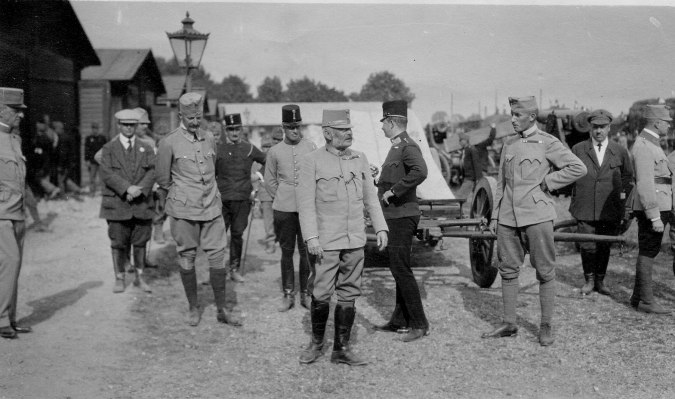
Arcyksiążę Fryderyk w Twierdzy

2 maja 1915 po bitwie pod Gorlicami, gdzie został przerwany front rosyjski, na wschód ruszyła ofensywa połączonych wojsk austro-węgierskich i niemieckich. Cofający się Rosjanie zaczęli budować umocnienia wokół Przemyśla w celu odparcia ataku. Wykorzystali do tego również mniej zniszczone forty.
18 maja 1915 Przemyśl został otoczony, a 31 maja rozpoczął się decydujący atak, który skupił się na północno-zachodniej części obrony. Po ostrzale moździerzowym do ataku przystąpiły pułki bawarskie, pułk pruski i oddział strzelców austriackich. Odparto jednocześnie kontrnatarcie rosyjskie. 22 bawarski pułk piechoty zdobył fort X (Orzechowce) i fort XI (Duńkowiczki), zaś wieczorem tego samego dnia batalion strzelców zdobył fort XII (Werner). Forty Xb (Zagrodnia) i IXa (Krzyż) poddały się.
Pierwsi do miasta 3 czerwca 1915 o godzinie 3:30 od strony Zasania weszli Bawarczycy, następnie od zachodu weszła austro-węgierska 4 dywizja kawalerii. Wojska rosyjskie wycofując się wysadziły mosty na Sanie i opuściły miasto.
6 czerwca 1915 do zdobytego Przemyśla przybył głównodowodzący armii austro-węgierskiej, marszałek polny arcyksiążę Fryderyk.

### Podsumowanie

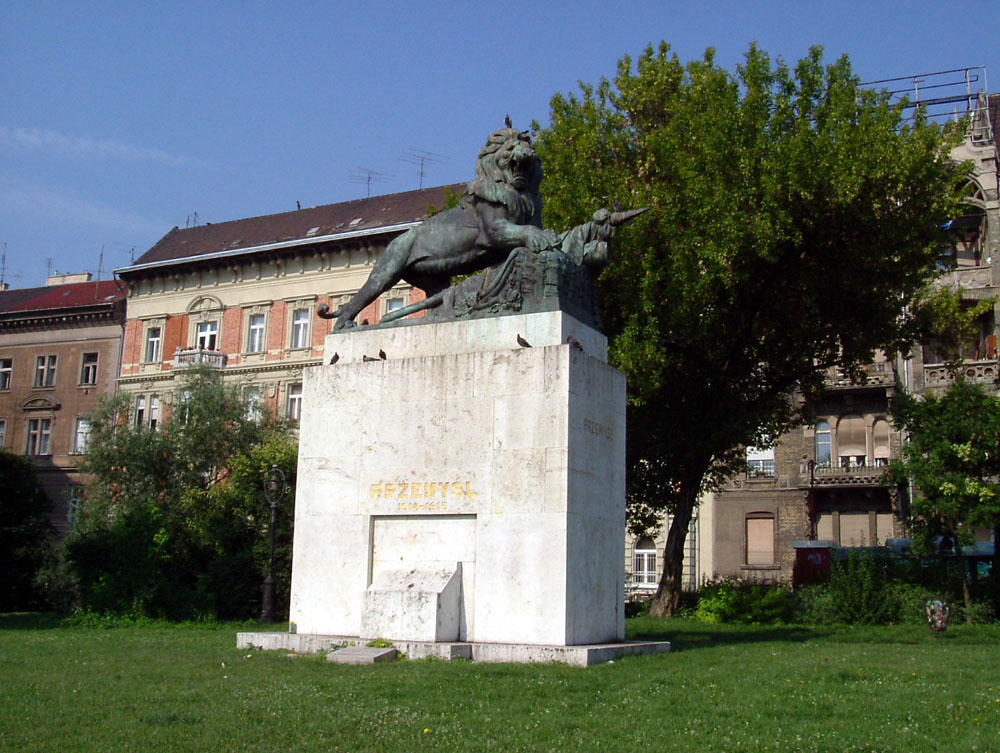
Pomnik Obrońców Twierdzy Przemyśl w Budapeszcie

| Oblężenie | Obrońcy      | Atakujący            | Data rozpoczęcia | Data zakończenia     | Zwycięzca |
| --------- | ------------ | -------------------- | ---------------- | -------------------- | --------- |
| Pierwsze  | Austro-Węgry | Rosja                | 17 września 1914 | 10 października 1914 | obrońcy   |
| Drugie    | Austro-Węgry | Rosja                | 5 listopada 1914 | 22 marca 1915        | atakujący |
| Trzecie   | Rosja        | Austro-Węgry, Niemcy | 18 maja 1915     | 3 czerwca 1915       | atakujący |

## Wirtualna Księga Poległych Twierdzy Przemyśl 1914-1920
Od 2022 dostępna jest ewidencja poległych, udostępniona przez Przemyskie Stowarzyszenie Rekonstrukcji Historycznej: Wirtualna Księga Poległych. 2022. [dostęp 2022-05-16]. (pol.). udostępniająca ewidencję pochówków poległych z lat 1914-1920 na 15 cmentarzach w Przemyślu i okolicach, w tym poległych żołnierzy Wojska Polskiego z lat 1918-1920.

## Forty dziś

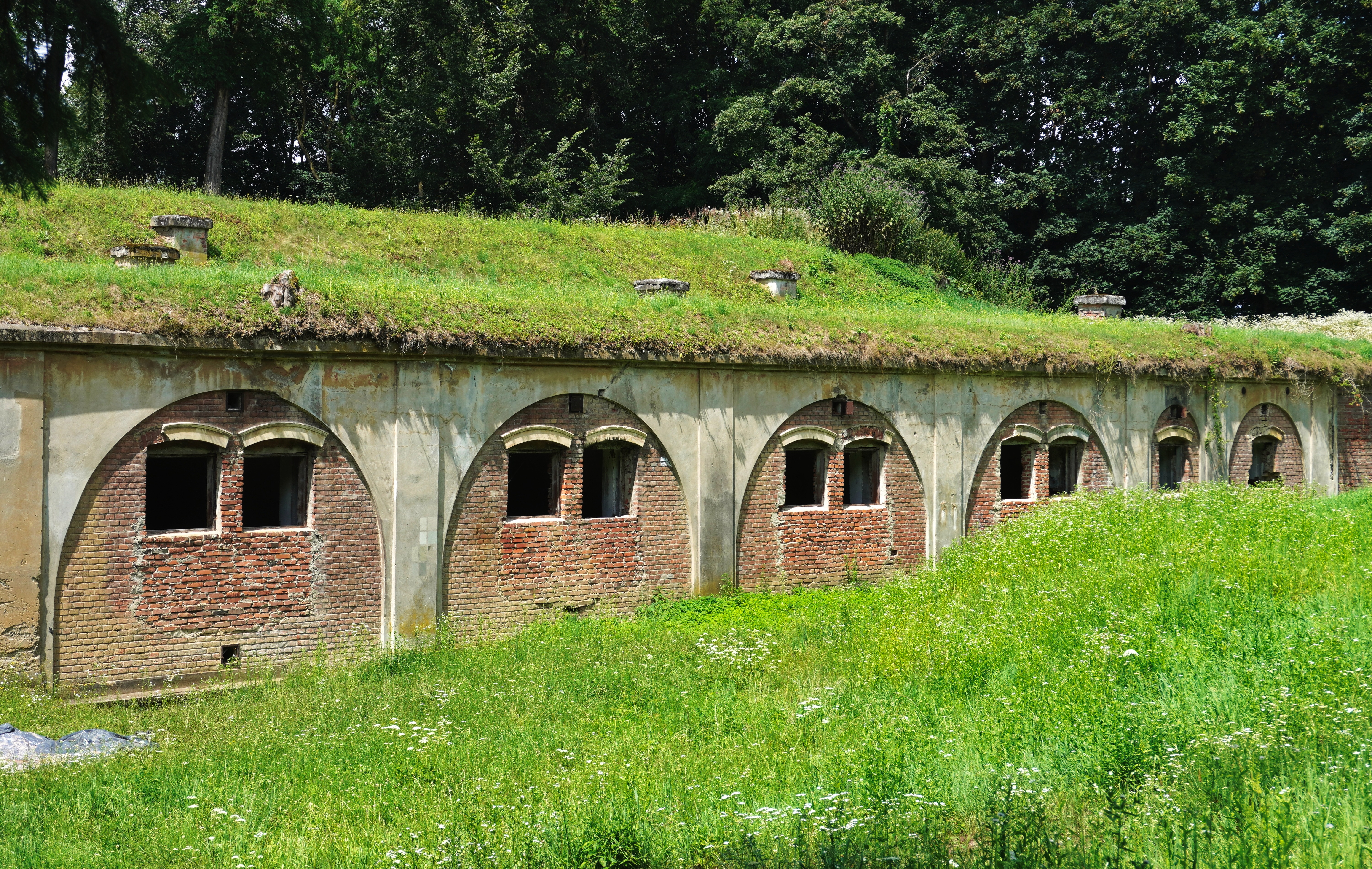
Fort VIII „Łętownia” (2024)

W roku 1968 zniszczone i zdewastowane forty zostały uznane za chroniony zabytek architektury obronnej. W 1997 Przemyśl został objęty Krajowym Programem Ochrony i Konserwacji Architektury Obronnej.
W 2014 roku na Forcie X „Orzechowce” w Ujkowicach odbyła się rekonstrukcja historyczna pt. „Odbicie Twierdzy Przemyśl” zrealizowana przez Przemyskie Stowarzyszenie Rekonstrukcji Historycznej „X D.O.K.”.

## Turystyka
Po obiektach Twierdzy Przemyśl biegnie pieszy szlak turystyczny oznaczony kolorem czarnym i Forteczna Trasa Rowerowa – szlak rowerowy koloru zielonego. Forteczna Trasa Rowerowa składa się z dwóch pętli – północnej i południowej, o łącznej długości 87 kilometrów.

## W kulturze popularnej
Oblężenie Twierdzy Przemyśl przez Rosjan uwieczniono w jednej z najpopularniejszych rosyjskich piosenek z okresu I wojny światowej zatytułowanej Galicyjskije Polja.
Przemyskie Stowarzyszenie Przyjaciół Dobrego Wojaka Szwejka organizuje regularnie akcję przyznawania medalu: „Obrońca Twierdzy Przemyśl” za udokumentowane zdobycie pieszo lub rowerem kilku fortów.
Tematyka Twierdzy Przemyśl jest poruszana w wielu książkach, takich jak „Twierdza. Oblężenie Przemyśla i korzenie skrwawionych ziem Europy” Alexandra Watsona (uznana przez brytyjski The Times za „arcydzieło”) czy w „Twierdza Przemyśl: powstanie, rozwój, technologia” Tomasza Idzikowskiego.
Legenda Fortu XIII o uwięzionych 2 jeńcach rosyjskich w forcie XIII „San Rideau”, zapomnianych podczas wysadzenia twierdzy w 1915 r. była tematem filmu Grzegorza Królikiewicza Fort 13 (1984).